# Теорема Нагумо
Теорема Нагу́мо — теорема существования решения краевой задачи первого рода для обыкновенного дифференциального уравнения второго порядка, разрешённого относительно старшей производной. Принадлежит японскому математику Митио Нагумо. Является одной из теорем метода дифференциальных неравенств.

## Формулировка теоремы
Рассмотрим следующее дифференциальное уравнение второго порядка с краевыми условиями первого рода:
| {\displaystyle y''=f(x,y,y'),\quad x\in (a,b),} | (1.1) |

| {\displaystyle y(a)=y^{a},\quad y(b)=y^{b}.} | (1.2) |

Чтобы сформулировать теорему Нагумо для задачи (1.1—1.2), нам понадобится ряд определений.
Пусть функция {\displaystyle f(x,y,z)} определена при всех {\displaystyle (x,y,z)\in {\mathfrak {B}}\times \mathbb {R} }, где {\displaystyle {\mathfrak {B}}\subset \mathbb {R} ^{2}}.
Определение. Будем говорить, что функция {\displaystyle f(x,y,z)} принадлежит классу функций Нагумо на множестве {\displaystyle {\mathfrak {B}}} и писать {\displaystyle f\in N({\mathfrak {B}})}, если найдётся такая положительная непрерывная функция {\displaystyle \varphi (u)}, что
| {\displaystyle 1)\ \forall (x,y,z)\in {\mathfrak {B}}\times \mathbb {R} \Rightarrow \|f(x,y,z)\|\leqslant \varphi (\|z\|),} | (2.1) |

| {\displaystyle 2)\ \int _{0}^{\infty }{\frac {u\,du}{\varphi (u)}}=+\infty .} | (2.2) |

Определение.  Нижним и верхним (барьерными) решениями задачи (1.1—1.2) называются соответственно функции {\displaystyle {\underline {\omega }}(x)} и {\displaystyle {\overline {\omega }}(x)}, принадлежащие {\displaystyle C^{2}(a,b)\cap C[a,b]}, и такие, что
| {\displaystyle 1){\begin{array}{c}{\underline {\omega }}(a)<y^{a}<{\overline {\omega }}(a),\\[.5ex]{\underline {\omega }}(b)<y^{b}<{\overline {\omega }}(b);\end{array}}} | (3.1) |

| {\displaystyle 2){\begin{array}{c}{\underline {\omega }}''(x)>f(x,{\underline {\omega }}(x),{\underline {\omega }}'(x)),\\[.5ex]{\overline {\omega }}''(x)<f(x,{\overline {\omega }}(x),{\overline {\omega }}'(x)),\end{array}}\ \forall x\in (a,b).} | (3.2) |

Определение. Классическим решением задачи (1.1—1.2) называется функция {\displaystyle y(x)}, принадлежащая {\displaystyle C^{2}(a,b)\cap C[a,b]} и удовлетворяющая уравнению (1.1) при каждом {\displaystyle x\in (a,b)} и каждому из граничных условий (1.2).
Теорема (Нагумо). Пусть существуют такие нижнее {\displaystyle {\underline {\omega }}(x)} и верхнее {\displaystyle {\overline {\omega }}(x)} решения задачи (1.1—1.2), что
| {\displaystyle 1)\ \forall x\in [a,b]\Rightarrow {\underline {\omega }}(x)<{\overline {\omega }}(x),} | (4.1) |

| {\displaystyle 2)\ f(x,y,z)\in C^{0,1,1}({\mathfrak {B}}\times \mathbb {R} )\cap N({\mathfrak {B}}),} | (4.2) |

где {\displaystyle {\mathfrak {B}}\equiv [a,b]\times [{\underline {\omega }}(x),{\overline {\omega }}(x)]}. Тогда существует по крайней мере одно классическое решение {\displaystyle y(x)} задачи (1.1—1.2), принадлежащее {\displaystyle C^{2}[a,b]} и заключённое между барьерными решениями {\displaystyle {\underline {\omega }}(x)} и {\displaystyle {\overline {\omega }}(x)}:
| {\displaystyle \forall x\in [a,b]\Rightarrow {\underline {\omega }}(x)<y(x)<{\overline {\omega }}(x).} | (4.3) |

## Доказательство теоремы
Доказательство теоремы Нагумо опирается на метод стрельбы и использует следующие леммы.
Лемма 1. Пусть {\displaystyle {\mathfrak {B}}} — замкнутая ограниченная область на плоскости {\displaystyle (x,y)} и пусть {\displaystyle f(x,y,z)\in C({\mathfrak {B}}\times \mathbb {R} )\cap N({\mathfrak {B}})}. Тогда любая интегральная кривая уравнения (1.1), проходящая через внутреннюю точку области {\displaystyle {\mathfrak {B}}}, может быть продолжена в обе стороны до границы этой области.